# 宗貞盛
宗 貞盛（そう さだもり、生年不明 - 1452年7月9日（享徳元年6月22日））は、室町時代前・中期の武将。対馬の守護大名で、宗氏の第9代当主。第8代当主・宗貞茂の子。

## 経歴・人物
生年には異説が多いが、有力説は1385年である。幼名は都都熊丸。通称は彦六、または右馬。1418年、父の死により、後を継いで当主となる。(この時点ではまだ都都熊丸であり、元服していない。)またこの頃、当主としては若かったため、実権は倭寇の首領であった早田左衛門太郎が握っている。
1419年の応永の外寇では、奮戦し両軍膠着状態になった際に、朝鮮軍の要求を拒絶したうえで朝鮮の使者に対して暴風雨が近づいていることを警告し、停戦修好を求めた。戦後、貞盛は李氏朝鮮との関係修復・強化に努めた。1441年には日本人が朝鮮近海で漁ができる権利を獲得（孤革島釣禁約）した。その後も朝鮮と嘉吉条約を結んで、朝鮮との交易による利益を独占した。また、文引制度を確立したことで、宗氏による対馬への影響力を高めた。
ところが同じく朝鮮との交易に目をつけていた大内氏と敵対し、宗氏の主筋であった少弐氏と共に大内軍と戦ったが敗れて多くの領土を奪われた。一方、大内氏によって所領を追われた少弐嘉頼を庇護した。
1452年6月22日、死去。当主は子の宗成職、甥の宗貞国と続いていく。